# Goguette des Enfants d'Apollon
La goguette des Enfants d'Apollon est une goguette parisienne fondée en 1868.
Un texte du goguettier Auguste Leroy écrit en 1879 nous apprend qu'elle est toujours prospère et donne des précisions sur son histoire et son fonctionnement.
Le nom de cette goguette n'est pas sans rappeler celui de la Société académique des Enfants d'Apollon fondée à Paris en 1741 et qui compta entre autres parmi ses membres l'académicien français Pierre Laujon.

## Histoire de la Société lyrique des Enfants d'Apollon
Auguste Leroy écrit en 1879 :
La Société lyrique les Enfants d'Apollon
Vers la fin de l'année 1868, j'entrais pour la première fois dans un petit établissement de la rue de Cléry. J'en vois encore la devanture verte ornée d'arbustes en toutes saisons, le comptoir à droite, quelques tables de marbre blanc, et au fond l'escalier tournant menant au premier. Là, se réunissaient quelques amis faisant simplement leur partie en buvant quelques bocks. Un beau soir, quelqu'un dit : « Si nous fondions une société lyrique ? » Du désir à l'exécution il n'y a qu'un pas, quand il s'agit d'une simple formalité. On était à cette époque dans la période d'empire libéral ; les autorisations s'obtenaient facilement, la préfecture préférant de beaucoup les réunions chantantes aux réunions politiques ! Calixte fut nommé président à l'unanimité. Le bureau constitué, il ne s'agissait plus que de trouver un titre; on propose Les Enfants d'Apollon, il obtient la majorité des suffrages : et voilà comment fut fondée cette société, comptant aujourd'hui près de onze années d'existence.
Les jours de réunion furent fixés aux dimanches et jeudis dans la salle du premier, petite, basse de plafond, mal agencée. On y étouffait, le patron de l'établissement trouvant le moyen d'empiler soixante-dix à quatre-vingts personnes dans un espace où l'on tenait bien vingt-cinq à l'aise, ce qui n'empêche pas qu'on y jouait des pièces à deux et trois personnages sur l'estrade servant de scène.
Je me souviens d'un à-propos en vers, signé Calixte, joué par l'auteur et le joyeux secrétaire Moquet, aujourd'hui marchand de charbons et bois en gros (je ne vous donnerai pas son adresse, j'aurais l'air de lui faire une réclame). Ce gros et bon Moquet remplissait le rôle d'Apollon, et Calixte, le président, allait le trouver dans son nuage pour obtenir l'autorisation de devenir ses enfants et d'en prendre le titre, ambition grande ! Cet à-propos, finement tourné et interprété non moins finement, obtint un grand succès.
La société devenait tous les jours de plus en plus nombreuse ; de dix ou douze membres fondateurs, on comptait, quelques mois après, plus de soixante inscrits ; M. Calixte devant ce grand succès, eut une bonne pensée ; il proposa la fondation d'une caisse de secours ; des représentations furent données mensuellement au bénéfice de l'œuvre quelques mois après, M. Calixte achetait une obligation au nom de la société. Le résultat dépassait toutes les espérances ; le succès allait croissant ; malheureusement, la guerre arrive et disperse, en grande partie, l'élément jeune de la société. Cependant ceux qui restèrent, Calixte en tête, se réunissaient encore de temps en temps. La société quitte la rue de Cléry et s'installe à l'ancien café Moka, rue de la Lune. La soirée d'inauguration eut lieu le 6 août 1870, au bénéfice des blessés de l'armée du Rhin. C'est dans cet établissement que fut construit le premier théâtre que les sociétés aient possédé. On se retrouve presque tous après la guerre, quoique chacun ait fait largement son devoir devant l'ennemi.
La Commune nous disperse de nouveau, et c'est après ces événements que la société se retrouve rue de Metz, où elle reprend une nouvelle vigueur. C'est toujours Calixte qui préside ; on joue des pièces à quatre et cinq personnages, et les artistes de talent nous y prêtent leur concours. Nous retrouvons les anciens de la fondation, Gédhé, Ducasse, Moquet, Alexandre, plusieurs autres dont le nom m'échappe, et le signataire de cet article, un zélé, je vous l'assure. Nous transportons les Enfants d'Apollon chez M. Peigné, 75, faubourg Saint-Martin. Calixte a quitté la présidence, et, dans l'espace de quelques mois, elle passe successivement dans les mains de MM. Vivenis, Dorfeuil, Bonnet, Ambroise, maintenant c'est M. Émile qui préside, et, nous l'espérons, pour longtemps. Ici, nous ouvrons une parenthèse pour citer quelques passages d'une lettre que Charles Pérey adressait à Gédhé sous la présidence Vivenis, en juillet 1876, et que feu le journal l'Indépendant a reproduite.
« Mon cher Gédhé,
« Tu la connais, cette société chantante des Enfants d'Apollon dont tu fus une des fortes colonnes au temps des présidences successives de nos excellents Calixte et Bonnet, alors qu'il y avait pour sociétaires : Varin, Boulland, Leroy, Nérac, Henri, Poirrier, Dujat, Lange, Adrien et Baptiste, le bon Baptiste, l'ami Baptiste, le chanteur qui ne chante pas, mais qui se tord la rate au plaisir d'entendre les autres. Il me semble bon de donner un souvenir aux anciens...
«... Puisque tu me demandes quelques mots sur l'ensemble actuel dé la Société d'Apollon, sans remonter jusqu'à sa fondation dont vous avez déjà parlé, le prétexte m'est favorable, et se présente naturellement ; c'est la représentation donnée au bénéfice de, son président, M. Vivenis.... »
Charles Pérey. après avoir fait l'éloge de M. Vivenis, et celui dès artistes étrangers prêtant leur concours, passe en revue les Enfants d'Apollon présents : « MM. Alexandre, Jacquet, Martin, Beauvillain, Lemarié, Rullon, Francis, escadron fidèle de la discipline intérieure  et très-attentionnés envers leurs visiteurs.
« M. Émile, un homme de bonne, compagnie que les bravos ne tentent plus, et qui, si j'en crois les indiscrétions, les obtiendrait encore ;
« Léonce et Georges, spécialistes de la tyrolienne qui les fait applaudir. Ambroise, ténor léger dont la voix est très sympathique. Gérard, également fort goûté. Ducasse, chanteur sentimental et de douce émotion.
« Mlles Joséphine, Henriette, Eugénie et Mme Francis, toutes gracieuses et faites pour plaire et charmer, ce dont elles s'acquittent à merveille.
« Bonnet, l'excellent Bonnet, que l'on voit trop rarement, l'infidèle, tant de verve, de franchise et de naturel dans ses rôles et ses chansonnettes. Enfin Bernardet, le pianiste, chanteur et compositeur, dont le talent est apprécié et qui, depuis longtemps, devrait s'être envolé pour de plus hautes régions, si son amitié ne le clouait aux Apollon... »
Il faudrait citer la lettre entière pour comprendre toute son importance; personne n'ignore les motifs qui nous forcent à nous arrêter.
Ces quelques lignes, écrites il y a bientôt trois ans, prouvent que les Enfants d'Apollon sont bien vivants. Nous sommes heureux personnellement de le constater, et nous croyons fermement que, sous la présidence de M. Émile, la société marchera dans la voie du progrès, c'est-à-dire continuera l'œuvre si bien commencée par nos amis Calixte et Ce.
Le jeudi 2 octobre 1879 a lieu l'inauguration des « grandes soirées mensuelles du Saint-Jeudi » aux Enfants d'Apollon, à cette occasion  on lit dans La Chanson :
Une très-agréable innovation due à M. Émile, président de cette société, a apporté un charme de plus à cette réunion. Le bureau était tenu par trois charmantes demoiselles, toutes trois vêtues de blanc. Mlle Dolonne, la présidente du jour, portait en sautoir un large ruban blanc. Le ruban bleu de Mlle Sarto, la jolie vice-présidente, faisait ressortir très-agréablement les roses de son teint ; enfin la jeune Mlle Blondelet portait fort coquettement l'écharpe rouge.